# Esquí acuático en los XXI Juegos Centroamericanos y del Caribe
Se detallan los resultados de las competiciones deportivas para la especialidad de Esquí acuático
en los XXI Juegos Centroamericanos y del Caribe.

## Esquí acuático
El campeón de la especialidad Esquí acuático fue  Colombia.

### Medallero
Los resultados del medallero por información de la Organización de los Juegos Mayagüez 2010
fueron:

#### Medallero Total
País anfitrión en negrilla. La tabla se encuentra ordenada por la cantidad de medallas de oro.
| Núm.  | País     | Oro | Plata | Bronce | Total | Orden por Total |
| ----- | -------- | --- | ----- | ------ | ----- | --------------- |
| 1     | Colombia | 1   | 0     | 1      | 2     | 1               |
| 2     | México   | 0   | 1     | 0      | 1     | 2               |
| TOTAL | TOTAL    | 1   | 1     | 1      | 3     |                 |

Fuente: Organización de los XXI Juegos Centroamericanos y del Caribe

#### Medallero por Género
País anfitrión en negrilla. La tabla se encuentra ordenada por la cantidad de medallas de oro.
| Clasificación por Oro | País     | Hombres | Hombres | Hombres | Hombres | Mujeres | Mujeres | Mujeres | Mujeres | TOTAL | Clasificación por Total |
| Clasificación por Oro | País     |         |         |         | Total   |         |         |         | Total   | TOTAL | Clasificación por Total |
| 1                     | Colombia | 1       | 0       | 1       | 2       | 0       | 0       | 0       | 0       | 2     | 1                       |
| 2                     | México   | 0       | 1       | 0       | 1       | 0       | 0       | 0       | 0       | 1     | 2                       |
| TOTAL                 | TOTAL    | 1       | 1       | 1       | 3       | 0       | 0       | 0       | 0       | 3     |                         |

Fuente: Organización de los XXI Juegos Centroamericanos y del Caribe